# Ivy Tripp
Ivy Tripp — третий студийный альбом американской инди-рок-группы Waxahatchee, изданный  7 апреля 2015 года на лейблах Merge Records и Wichita Recordings. Сопродюсерами альбома выступили участники группы Swearin’ Кайл Гилбрайд и Кит Спенсер, а сам альбом был записан в подвале основной исполнительницы Кэти Кратчфилд.

## История
После выхода альбома Cerulean Salt (2013) Кратчфилд полюбовно рассталась со своим лейблом Don Giovanni Records. Она и Спенсер почти на год уединились в доме в Холбруке, Лонг-Айленд. Кратчфилд вспоминала: «Мне просто нужно было спрятаться и записать альбом. В своем собственном темпе. Это было важно для меня». В пресс-релизе она сказала об альбоме: «Название Ivy Tripp — это просто термин, который я придумала для обозначения бесцельности, особенно для тех, кому сегодня 20, 30, 40, кто не обращает внимания на покладистый жизненный путь наших родителей, бабушек и дедушек» . Лишняя буква «р» в слове «Tripp» — это отсылка к умершему другу Кратчфилд.
В музыкальном плане Кратчфилд описала альбом как «более попсовый», чем ее предыдущие работы. Единственными музыкантами на альбоме являются Спенсер и Гилбрайд; трио также спродюсировало альбом вместе. Кратчфилд объяснила: «У нас были синтезаторы, тонны клавишных, 12-струнные гитары и акустические гитары, чтобы мы могли записать все, что посчитаем нужным. Эта часть записи была действительно совместной. Кит, Кайл и я работали вместе над созданием песен».

## Отзывы
| Совокупная оценка | Совокупная оценка |
| Источник          | Оценка            |
| ----------------- | ----------------- |
| AnyDecentMusic?   | 7.8/10            |
| Metacritic        | 81/100            |
| Оценки критиков   |                   |
| Источник          | Оценка            |
| AllMusic          | [ 8 ]             |
| The A.V. Club     | B+                |
| Chicago Tribune   | [ 10 ]            |
| The Guardian      | [ 11 ]            |
| Mojo              | [ 12 ]            |
| NME               | 8/10              |
| Pitchfork         | 8.1/10            |
| Q                 | [ 15 ]            |
| Rolling Stone     | [ 16 ]            |
| Spin              | 8/10              |

Альбом получил положительные отзывы музыкальной критики и интернет-изданий. Агрегационный сайт Metacritic оценил альбом на 81 балла по 27 отзывам профессиональных рецензентов, что означает «общее одобрение и благоприятные отзывы».
Фред Толмас из AllMusic отметил в рецензии, что «Третий альбом Ivy Tripp звучит как размышления артиста, только что пережившего экстремальные взлёты и падения в процессе ускоренного личного и музыкального роста, с более плотным исполнением, более прямыми чувствами и несомненной уверенностью, которая проступает даже тогда, когда Кратчфилд обращается к бесцельности и барахтающейся неуверенности».
В рецензии на альбом Сара Грант из Rolling Stone написала: «Бесцельность может быть обрядом перехода для двадцатилетних, и Кратчфилд сияет ярче всего, когда превращает этот страх в неистовую поп-радость». Гарриет Гибсоун из The Guardian отметила, что Кратчфилд «сохраняет чувство искренности на протяжении всего альбома, позволяя ей очищать свои собственные мысли и одновременно предоставляя убежище для своих слушателей». Энни Залески из Spin отметила: «Хотя альбом не менее скуден, чем её предыдущие, он может похвастаться гораздо более разнообразными инструментальными деталями», и что «несмотря на более сложные аранжировки и более широкую палитру звуков, Ivy Tripp является совершенно логичным продолжением Waxahatchee».

### Итоговые списки
| Публикация    | Список                     | Год  | Ранг |
| ------------- | -------------------------- | ---- | ---- |
| The A.V. Club | The 15 Best Albums of 2015 | 2015 | 8    |
| Stereogum     | The 50 Best Albums of 2015 | 2015 | 19   |
| Rolling Stone | Top 20 Albums of 2015      | 2015 | 15   |

## Список композиций
Слова и музыка всех песен — Katie Crutchfield.
| №   | Название         | Длительность |
| --- | ---------------- | ------------ |
| 1.  | «Breathless»     | 4:45         |
| 2.  | «Under a Rock»   | 2:08         |
| 3.  | «Poison»         | 2:10         |
| 4.  | «La Loose»       | 3:13         |
| 5.  | «Stale by Noon»  | 2:44         |
| 6.  | «The Dirt»       | 2:02         |
| 7.  | «Blue»           | 2:06         |
| 8.  | «Air»            | 3:11         |
| 9.  | «<»              | 3:20         |
| 10. | «Grey Hair»      | 1:45         |
| 11. | «Summer of Love» | 2:20         |
| 12. | «Half Moon»      | 3:20         |
| 13. | «Bonfire»        | 5:00         |